# Étienne Dumont
Pierre Étienne Louis Dumont (Genève, 18 januari 1759 - Milaan, 29 september 1829) was een Zwitsers jurist en politicus uit het kanton Genève.

## Biografie

### Afkomst en opleiding
Étienne Dumont was een zoon van Abraham-David Dumont, die juwelier was, en van Louise Esther d'Illens, die directrice was van een pensionaat. Hij studeerde theologie aan de Universiteit van Genève. Na zijn inwijding in 1783 werd hij in maart 1784 door de regering gecensureerd, waarna hij Genève verliet. Van 1784 tot 1785 was hij pastoor van de Franse kerk in Sint-Petersburg, vervolgens was hij van 1786 tot 1789 actief in Londen. Hij was een intimus van de Britse voormalige eerste minister William Petty.

### Verbonden met Jeremy Bentham
Wanneer Dumont kortstondig terugkeert naar Genève, wordt hij in februari 1793 verkozen in de nationale vergadering na de Geneefse revolutie. In juni 1793 zou hij evenwel vanuit Londen ontslag nemen. Vervolgens ging hij aan de slag met het publiceren van soms onuitgegeven werken van de Britse filosoof Jeremy Bentham, zoals Panoptique in 1791, Les Traités de législation civile et pénale in 1802, Théorie des peines et des récompenses in 1811, Tactique des assemblées législatives in 1816, Traité des preuves judiciaires in 1823 en De l'organisation judiciaire et de la codification in 1828.

### Terugkeer naar Genève
In 1814 vestigde Dumont zich weerom in Genève, waar hij in het lokale parlement werd verkozen. Hij stelde in 1815 het reglement op van dit parlement. Als volksvertegenwoordiger slaagde hij er niet in om de Franse Code pénal van 1810 te vervangen door een eigen strafwetboek met een utilitaristische insteek. Echter wist hij wel te bewerkstelligen dat Genève een nieuwe gevangenis zou bouwen volgens het principe van het Panopticon. Op economisch vlak stond Dumont liberale standpunten voor, al was hij in 1820 wel voorstander van een verplichte brandverzekering.

## Trivia

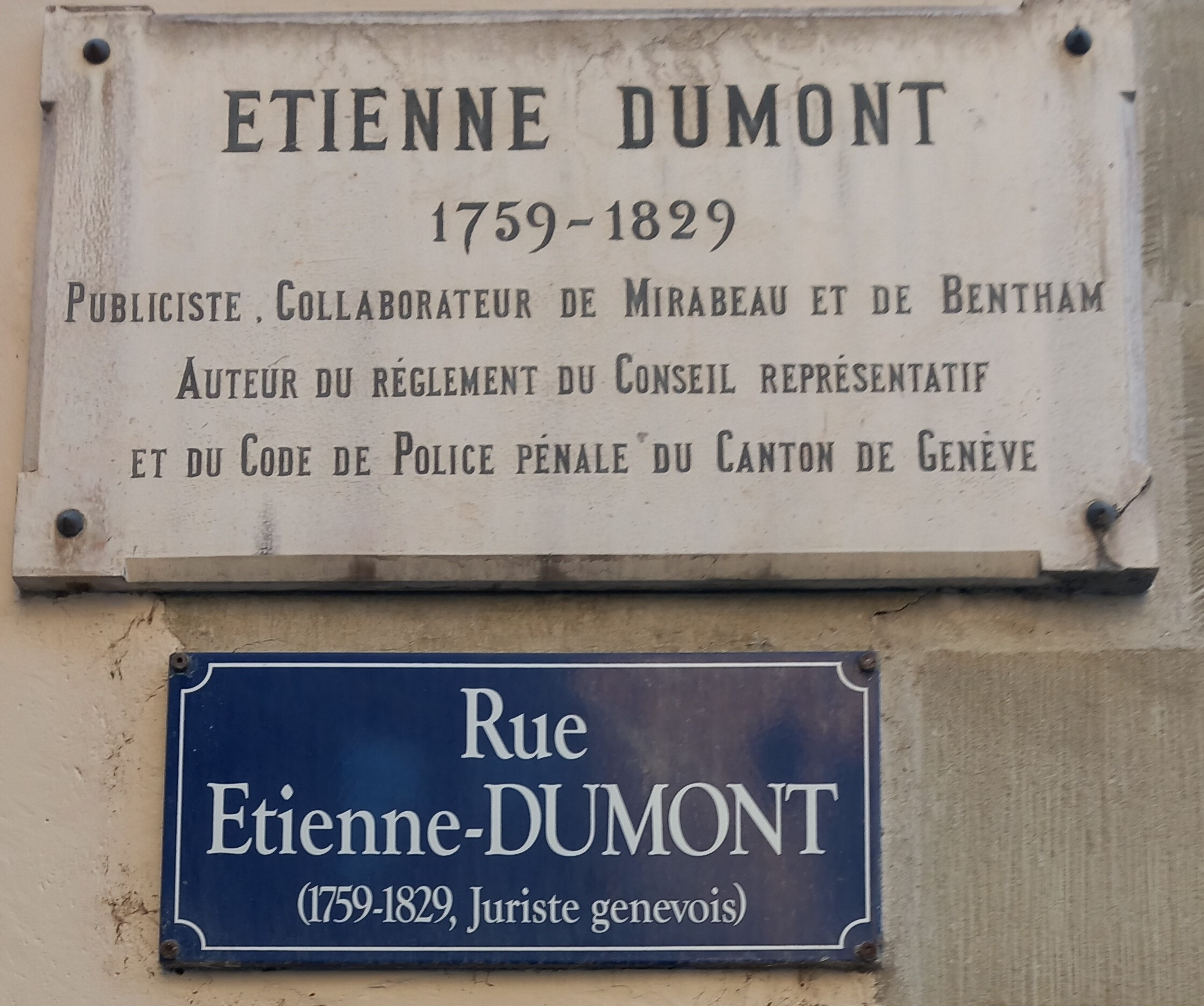
Straatnaambord van de Rue Étienne-Dumont in Genève.

- In Genève werd een straat vernoemd naar Dumont, de Rue Étienne-Dumont.

## Werken
- (en)  Letters containing an Account of the late Revolution in France, 1792.
- (fr)  Bénétruy, J. (ed.), Souvenirs sur Mirabeau et sur les deux premières assemblées législatives, 1951.